# DSM
El DSM (acrònim de l'anglès Diagnostic and Statistical Manual of Mental Disorders, en català manual diagnòstic i estadístic dels trastorns mentals) és un manual usat en psicologia i psiquiatria per al diagnòstic de malalties i trastorns mentals i els símptomes que en permeten un diagnòstic. Publicat en 1952, ha patit diverses revisions, fins a la DSM-5 de l'any 2013. Aquesta versió usa prototips o conjunts de característiques que si es donen alhora permeten diagnosticar un trastorn mental, si bé un pacient pot patir graus d'aquell trastorn segons la seva proximitat o llunyania al prototip.
El criticisme ha acompanyat els DSM des de la seva publicació, tant per l'excessiva clinicalització de les conductes com per la separació sovint poc definida entre el que es considera normal i trastornat. Malgrat aquestes crítiques és el manual de referència per a la majoria de psiquiatres en actiu.
El Manual Diagnòstic i Estadístic dels Trastorns Mentals (DSM - Diagnostic and Statistical Manual of Mental Disorders), publicat per l'Associació Psiquiàtrica Americana (APA), ofereix un llenguatge comú i un criteri estàndard per a la classificació dels trastorns mentals. És utilitzat pels clínics, investigadors, agències de regulació de medicaments psiquiàtrics, empreses d'assegurances de salut, companyies farmacèutiques, el sistema legal, i els responsables polítics, juntament amb altres alternatives com la Classificació Estadística Internacional de Malalties i Problemes Relacionats amb la Salut (CIM), produït per l'Organització Mundial de la Salut (OMS). El DSM està ara en la seva cinquena edició, DSM-5, publicada el 18 maig 2013.
El DSM va evolucionar a partir dels sistemes de recollida de cens i estadístiques d'hospitals psiquiàtrics, i d'un manual de l'exèrcit dels Estats Units. A les revisions des de la primera publicació el 1952 s'han anat afegint de forma creixent el nombre total dels trastorns mentals, tot i que també s'han anat eliminant aquells que ja no es consideren trastorns mentals.
El CIM és l'altre manual d'ús comú per als trastorns mentals. Es distingeix del DSM en que cobreix la salut en el seu conjunt. Tot i que el DSM és el sistema oficial de diagnòstic per als trastorns mentals als EUA, el CIM es fa servir més àmpliament a Europa i altres parts del món. El DSM-IV-TR (4a. Ed.) conté, a l'apèndix G, un "Codis ICD-9-CM per seleccionades malalties mèdiques i trastorns induïts per fàrmacs" que permet realitzar comparacions entre el DSM i els manuals del CIM, els quals poden no coincidir de manera sistemàtica a causa de revisions que no són coordinades de forma simultània.
El DSM ha estat elogiat per l'estandardització de les categories diagnòstiques psiquiàtriques i criteris, però no queda lliure de generar-se polèmica i crítica al seu voltant. Els crítics, incloent el Institut Nacional de Salut Mental, argumenten que el DSM representa un sistema subjectiu i no científic. Hi ha qüestions en curs relatives a la validesa i fiabilitat de les categories diagnòstiques; la dependència de símptomes superficials; l'ús de línies divisòries artificials entre les categories i de "normalitat"; possible biaix cultural; i una sobre medicació del patiment humà. La publicació del DSM, amb drets d'autor fortament vigilats, actualment mou uns beneficis per l'APA de més de $5 milions a l'any, històricament n'eren un total de més de $100 milions.

## Usos i definició
Molts professionals de la salut mental empren el manual per a determinar i ajudar a comunicar el diagnòstic d'un pacient després d'una avaluació; hospitals, clíniques i companyies d'assegurances als EUA també generalment requereixen un diagnòstic DSM per a tots els pacients tractats. El DSM es pot utilitzar clínicament en aquesta forma, i també per classificar els pacients utilitzant els criteris de diagnòstic per a propòsits d'investigació. Els estudis realitzats sobre els trastorns específics sovint recullen pacients els símptomes dels quals coincideixen amb els criteris llistats en el DSM per a aquest trastorn. Una enquesta internacional de psiquiatres en 66 països que comparen l'ús de la CIE-10 i DSM-IV es va trobar que el primer es fa servir amb més freqüència per al diagnòstic clínic, mentre que l'últim va ser més valorat per a la investigació.
DSM-5, i totes les edicions anteriors, són marques comercials registrades propietat de l'APA.

## Història
L'impuls inicial per al desenvolupament d'una classificació dels trastorns mentals en els Estats Units va ser la necessitat de recollir informació estadística. El primer intent oficial va ser el cens de 1840, que utilitzà una sola categoria: "idiotesa / bogeria". Tres anys més tard, l'Associació Americana d'Estadística va realitzar una protesta oficial a la Cambra de Representants, afirmant que "els errors més evidents i notables es troben en els estats respectant la nosologia, la prevalença de demència, ceguesa, sordesa i mudesa, entre la gent d'aquesta nació ", assenyalant que molts pobles afroamericans quedaven catalogats com bojos, i remarcant que les estadístiques eren essencialment inútils.
L'Associació de Metges Superintendents de les Institucions Americanes per a l'insà es va formar en 1844, canviant el seu nom el 1892 a l'Associació Americana Mèdic-Psicològica, i el 1921 a la present Associació Psiquiàtrica Americana (APA).
Edward Jarvis i més tard Francis Amasa Walker van ajudar a expandir el cens, de 2 volums el 1870 a 25 volums en 1880. Frederick H. Wines va aconseguir escriure un volum de 582 pàgines titulat Informe sobre les classes defectuosos, dependents i delinqüents de la Població dels Estats Units, com retornant al Desè Cens (1 de juny, 1880) (publicat 1888). Wines utilitza set categories de malaltia mental: demència, dipsomania (desig incontrolable d'alcohol), l'epilèpsia, la mania, malenconia, monomania i parèsia. Aquestes categories també van ser adoptades per l'Associació.
El 1917, juntament amb la Comissió Nacional de Salut Mental (ara Mental Health America), l'APA va desenvolupar una nova guia per als hospitals mentals anomenats el Manual Estadístic per a l'ús d'institucions per a malalts mentals. Aquest va incloure 22 diagnòstics i ha estat revisat diverses vegades per l'APA en els últims anys. Juntament amb l'Acadèmia de Medicina de Nova York, l'APA també ha proporcionat al psiquiàtrica la subsecció de nomenclatura de la guia mèdica general dels Estats Units, la Standard Classified Nomenclature of Disease, a què es refereix com l'estàndard.

## DSM-I (1952)
Durant la Segona Guerra Mundial s'hi donà una participació a gran escala dels psiquiatres nord-americans en la selecció, processament, avaluació i tractament dels soldats. Això va moure el focus lluny de les institucions mentals i de les perspectives de les clíniques tradicionals. Una comissió encapçalada pel psiquiatre general de brigada William C. Menninger va desenvolupar un nou sistema de classificació anomenada Medicina 203, que es va publicar el 1943 com un butlletí tècnic del Departament de Guerra sota els auspicis de l'Oficina del Cirurgià General. Al pròleg sobre els estats en el DSM es van fer algunes revisions menors per la Armada dels Estats Units, però "l'Exèrcit va establir una revisió molt més radical, abandonant l'esquema bàsic de la Norma i l'intent d'expressar conceptes presents fins al dia d'avui de pertorbació mental. Aquesta nomenclatura finalment va ser adoptat per totes les forces armades", i "modificacions variats de la nomenclatura de les Forces Armades van ser introduïts en moltes clíniques i hospitals pels psiquiatres que tornaven del servei militar". La Administració de Veterans també va adoptar una versió lleugerament modificada del metge 203. En 1949, l'Organització Mundial de la Salut va publicar la sisena revisió de la Classificació Estadística Internacional de Malalties (CIE), que inclou una secció sobre els trastorns mentals per primera vegada. El pròleg de DSM-1 estableix aquest "trastorns mentals classificats en rúbriques similars als de la nomenclatura de les Forces Armades". Un Comitè de Nomenclatura de l'APA i Estadística va ser facultat per desenvolupar una versió específicament per al seu ús als Estats Units, per estandarditzar els diversos usos i evitar confusions de diferents documents. El 1950, el comitè de l'APA va realitzar un examen i consulta. Es va fer circular una adaptació del metge 203, el sistema de VA, i Nomenclatura de la Norma a aproximadament el 10% dels membres de l'APA. El 46% va respondre, dels quals la van aprovar en un 93%, i després d'algunes revisions addicionals (el que en resultà va ser denominat DSM-I), el Manual Diagnòstic i Estadístic dels Trastorns Mentals es va aprovar el 1951 i es va publicar en 1952. L'estructura i el marc conceptual eren el mateix que en el metge 203, i molts passatges de text eren idèntics. El manual va ser de 130 pàgines i apareixien 106 trastorns mentals. Aquests inclouen diverses categories d' "alteració de la personalitat", generalment es distingeix de "neurosi" (nerviosisme, egodistònica). El 1952, l'APA fa aparèixer l'homosexualitat en el DSM com alteració de la personalitat sociopàtica. L'homosexualitat: un estudi psicoanalític dels homosexuals masculins, un estudi a gran escala sobre l'homosexualitat realitzat el 1962 per Irving Bieber i altres autors, es va utilitzar per justificar la inclusió de la malaltia com una por amagada i patològica suposada pel sexe oposat causades per les traumàtiques relacions entre pares i fills. Aquest punt de vista va ser molt influent en la professió mèdica. El 1956, però, el psicòleg Evelyn Hooker va dur a terme un estudi que va comparar la naturalesa de la felicitat i bona adaptació d'autoidentificats homes homosexuals amb els heterosexuals i no en va trobar diferències. El seu estudi va sorprendre a la comunitat mèdica i la va convertir en una heroïna per a molts homes i dones homosexuals, però tristament l'homosexualitat es va mantenir en el DSM fins a maig de 1974.

## DSM-II (1968)
En la dècada de 1960, hi va haver molts reptes per al concepte de malaltia mental en si. Aquests reptes procedien dels psiquiatres com Thomas Szasz, que va argumentar que la malaltia mental és un mite usat per disfressar els conflictes morals; de sociòlegs com Erving Goffman, que va dir que la malaltia mental no era més que un altre exemple de com les etiquetes de la societat i controla els no conformistes; dels psicòlegs del comportament que van desafiar la dependència fonamental de la psiquiatria en fenòmens observables; i dels activistes de drets dels homosexuals que van criticar la llista de l'homosexualitat de l'APA com un trastorn mental. Un estudi publicat a Science per Rosenhan va rebre molta publicitat i va ser vist com un atac a l'eficàcia del diagnòstic psiquiàtric.
Tot i que l'APA participà activament en la següent revisió significativa de la secció de trastorns mentals de la CIM (versió 8 en 1968), es va decidir seguir endavant amb una revisió del DSM. Va ser publicada el 1968, s'hi enumeren 182 trastorns, i va ser 134 pàgines. Era molt semblant a la del DSM-I. El terme "reacció" va desaparèixer, però el terme " neurosi " es va retenir. Tant el DSM-I i el DSM-II reflectien la predominant psiquiatria psicodinàmica, encara que també s'inclouen la perspectiva biològica i conceptes del sistema de classificació de Kraepelin. Els símptomes no es van especificar en detall per als trastorns específics. Molts van ser vists com a reflexos dels conflictes subjacents amplis o reaccions de mala adaptació als problemes de la vida, arrelades en una distinció entre neurosi i psicosi (més o menys, ansietat / depressió àmpliament en contacte amb la realitat, o al·lucinacions / deliris apareixent desconnectat de la realitat). Es va incorporar coneixement sociològic i biològic, en un model que no posa un clar accent en el límit entre normalitat i anormalitat. La idea que els trastorns de la personalitat no impliquen l'angoixa emocional es va rebutjar.
Un estudi de 1974 influent per Robert Spitzer i Joseph L. Fleiss va demostrar que la segona edició del DSM (DSM-II) va ser una eina de diagnòstic fiable. Es va trobar que diferents professionals que empraven el DSM-II poques vegades estaven d'acord en el diagnòstic de pacients amb problemes similars. En la revisió d'estudis previs de les 18 principals categories diagnòstiques, Fleiss i Spitzer van arribar a la conclusió que "no hi ha categories de diagnòstic per als quals la fiabilitat és uniformement alta. La fiabilitat sembla únicament satisfactòria per a tres categories: deficiència mental, síndrome cerebral orgànic (però no els seus subtipus) i l'alcoholisme. El nivell de fiabilitat no és millor que just per a la psicosi i l'esquizofrènia i és pobre per a la resta de categories ".

### Setena impressió del DSM-II, 1974
Tal com va descriure Ronald Bayer, un psiquiatre i activista de drets dels homosexuals, les protestes específics de drets dels homosexuals activistes en contra de l'APA van començar el 1970, quan l'organització va celebrar la seva convenció a San Francisco. Els activistes van interrompre la conferència mitjançant la interrupció pels altaveus i cridant i ridiculitzant als psiquiatres que van veure l'homosexualitat com un trastorn mental. El 1971, l'activista de drets dels homosexuals Frank Kameny va treballar amb el Front d'Alliberament Gai col·lectivament per manifestar-se en contra de la convenció de l'APA. En la conferència de 1971, Kameny va agafar el micròfon i va cridar: "... La psiquiatria és l'encarnació de l'enemic. La psiquiatria ha portat a terme una implacable guerra d'extermini contra nosaltres. Podeu prendre això com una declaració de guerra contra vosaltres."
Aquest activisme es va produir en el context d'un ampli moviment antipsiquiatria que havia passat a primer pla en els anys 1960 i estava desafiant la legitimitat de diagnòstic psiquiàtric. Els activistes anti-psiquiatria van protestar a les mateixes convencions de l'APA, amb algunes consignes compartides i fonaments intel·lectuals.
Presentat amb les dades dels investigadors, com ara Alfred Kinsey i Evelyn Hooker, la setena impressió del DSM-II, el 1974, ja no apareix l'homosexualitat com una categoria de trastorn. Després d'una votació dels administradors de l'APA el 1973, i confirmat per la resta dels membres de l'APA en 1974, el diagnòstic es va reemplaçar amb la categoria de "pertorbació d'orientació sexual".

## DSM-III (1980)
El 1974, es va prendre la decisió de crear una nova revisió del DSM, i Robert Spitzer va ser seleccionat com a president del grup de treball. L'impuls inicial era fer que la nomenclatura del DSM consistent amb la Classificació Estadística Internacional de Malalties i Problemes Relacionats amb la Salut (CIE), publicat per l' Organització Mundial de la Salut. La revisió es va dur a un mandat molt més ampli sota la influència i el control de Spitzer i els seus membres del comitè elegits. Un dels objectius era millorar la uniformitat i la validesa del diagnòstic psiquiàtric arran d'una sèrie de crítiques, incloent el famós experiment de Rosenhan. També hi havia una necessitat d'estandarditzar les pràctiques de diagnòstic dins dels EUA i amb altres països després de la investigació va mostrar que els diagnòstics psiquiàtrics diferien notablement entre Europa i els EUA. L'establiment d'aquests criteris va ser un intent de facilitar el procés de reglamentació farmacèutica.
Els criteris adoptats per a molts dels trastorns mentals es van prendre de la Research Diagnostic Criteria (RDC) i Criteris de Feighner, que acabava de ser desenvolupat per un grup de psiquiatres de recerca orientada basada principalment en la Universitat de Washington a St Louis i l'Estat de Nova York Institut de Psiquiatria. Altres criteris, i les possibles noves categories de trastorn, es van establir per consens durant les reunions del comitè, com presidit per Spitzer. Un objectiu clau era la categorització de base sobre col·loquial llenguatge descriptiu Anglès (que seria més fàcil d'usar per les oficines administratives federals), en comptes dels supòsits de l'etiologia, encara que el seu enfocament categòric suposa cada patró particular dels símptomes en una categoria reflecteix una patologia subjacent en particular (un enfocament descrit com " neo-Kraepelin "). La psicodinàmica o fisiològica vista va ser abandonat en favor d'un regulador o legislatiu model. Un nou sistema de "multiaxial" va intentar donar una imatge més susceptibles d'un cens de població estadística, en lloc d'un simple diagnòstic. Spitzer va argumentar que "els trastorns mentals són un subconjunt dels trastorns mèdics", però el grup de treball va decidir en el compte de DSM: ". Cada un dels trastorns mentals és conceptualitzat com una síndrome conductual o psicològic clínicament significatiu". Els trastorns de la personalitat es van col·locar en eix II juntament amb el retard mental.
El primer esborrany del DSM-III va ser preparat aquí a un any. Es van introduir moltes noves categories de trastorn, mentre que alguns s'han suprimit o modificat. Diversos dels documents no publicats en discussions i motivin els canvis recentment han sortit a la llum. Els assajos de camp patrocinats pels EUA Institut Nacional de Salut Mental (NIMH) es van dur a terme entre 1977 i 1979 per posar a prova la fiabilitat dels nous diagnòstics. Una controvèrsia va sorgir en relació amb la supressió del concepte de neurosi, un corrent principal de la psicoanalítica teoria i la teràpia, però vist com a vague i poc científic pel grup de treball del DSM. Enfront de l'enorme oposició política, el DSM-III estava en perill de no ser aprovat pel Consell d'Administració de l'APA a menys que "neurosi" es va incloure en una certa capacitat; un compromís polític torna a col·locar el terme entre parèntesis després de la paraula "desordre" en alguns casos. A més, el diagnòstic de l'homosexualitat egodistònica substitueix la categoria DSM-II de la "pertorbació orientació sexual".
Finalment publicat el 1980, el DSM-III va ser de 494 pàgines i apareix 265 categories diagnòstiques. Va arribar ràpidament a ampli ús internacional i s'ha anomenat una revolució o transformació en la psiquiatria. No obstant això, Robert Spitzer van criticar més tard el seu propi treball sobre el mateix en una entrevista amb Adam Curtis, dient que va conduir a la medicalització de 20 -30 per cent de la població que no han tingut cap problema mentals greus.
Quan es va publicar el DSM-III, els desenvolupadors van fer extenses afirmacions sobre la fiabilitat de la radicalment nou sistema de diagnòstic que havien ideat, que es va basar en les dades dels assaigs de camp especials. No obstant això, segons un article de 1994 per Stuart A. Kirk:

## DSM-III-R (1987)
El 1987, el DSM-III-R es va publicar com una revisió del DSM-III, sota la direcció de Spitzer. Categories es va canviar el nom i es van reorganitzar i es van fer canvis significatius en els criteris. Sis categories es van eliminar mentre es van afegir d'altres. Diagnòstics polèmics, com el trastorn disfòric premenstrual i trastorn de la personalitat masoquista, van ser considerats i descartats. "L'homosexualitat ego-distònica" també es va retirar i es subsumeix en gran part sota "trastorn sexual no especificat", que pot incloure "persistent i marcada angoixa per la pròpia orientació sexual." En total, el DSM-III-R 292 continguda diagnòstics i va ser 567 pàgines. Es van fer nous esforços per als diagnòstics siguin purament descriptius, encara que el text introductori va indicar que almenys alguns trastorns ", en particular els trastorns de la personalitat, els criteris requereixen molta més inferència per part de l'observador" (pàg. Xxiii).

## DSM-IV (1994)
El 1994, el DSM-IV es va publicar, a punt 297 trastorns en 886 pàgines. El grup de treball va ser presidida per Allen Frances. Es va introduir un comitè directiu de 27 persones, incloent quatre psicòlegs. El comitè directiu creat 13 grups de treball de cinc a 16 membres. Cada grup de treball tenia uns 20 assessors dels grups de treball van dur a terme un procés de tres passos: en primer lloc, cada grup va dur a terme una extensa revisió de la literatura dels seus diagnòstics; a continuació, es demana a les dades dels investigadors, la realització d'anàlisis per determinar quins criteris es realitzarà el canvi, amb instruccions per ser conservadors; Finalment, es van realitzar assaigs multicèntrics relacionats diagnòstics a la pràctica clínica. Un canvi important respecte a les versions anteriors va ser la inclusió d'un criteri d'importància clínica per gairebé la meitat de totes les categories, que requereixen que els símptomes causen "malestar clínicament significatiu o deteriorament en les àrees social, laboral o d'altres àrees importants del funcionament ". Alguns diagnòstics de trastorns de personalitat van ser esborrats o moguts a l'apèndix.

## DSM-IV-TR (2000)
Una "revisió del text" del DSM-IV, conegut com el DSM-IV-TR, es va publicar en 2000. Les categories de diagnòstic i la gran majoria dels criteris específics per al diagnòstic es van mantenir sense canvis. Les seccions de text que dona informació extra en cada diagnòstic van ser actualitzats, igual que alguns dels codis de diagnòstic per mantenir la coherència amb l'ICD. El DSM-IV-TR s'organitza en un sistema axial de cinc parts. El primer eix incorpora trastorns clínics. El segon eix cobert trastorns de la personalitat i discapacitat intel·lectual. Els restants eixos coberts factors mèdics, psicosocials, ambientals i de la infància funcionalment necessàries per proporcionar els criteris de diagnòstic per a l'avaluació de la salut.
El DSM-IV-TR caracteritza un trastorn mental com "una síndrome conductual o psicològic clínicament significatiu o patró que es produeix en un individu [que] s'associa amb la necessitat que constreny ... ... o discapacitat o amb un risc significativament major de patir." Així mateix, assenyala que "no hi ha una definició especifica de manera adequada límits precisos per al concepte de" trastorn mental "... les situacions diferents requereixen diferents definicions". Es diu que "no hi ha cap suposició que cada categoria de trastorn mental és una entitat completament discreta amb límits absoluts dividint d'altres trastorns mentals o de cap trastorn mental" (APA, 1994 i 2000). Hi ha intent d'ajust del text per al proper DSM-V. [ Data info ] [36] [37]

### Trastorns més rellevants al DSM-IV-TR

#### Trastorns de detecció precoç
- Retard mental
- Discapacitat lectora (inclou la dislèxia)
- Discalculàlia
- Dificultats de l'aprenentatge
- Dispràxia
- Quequeig
- Autisme
- Síndrome de Rett
- Síndrome de Heller
- Síndrome d'Asperger
- Trastorn generalitzat del desenvolupament
- Trastorn oposicionista desafiant
- TDAH i TDA
- Trastorn de la conducta
- Pica
- Síndrome de Tourette
- Enuresi (incapacitat de controlar l'acte d'orinar)
- Trastorn del lligam

#### Cognitius
- Deliri
- Demència
- Malaltia d'Alzheimer
- Amnèsia

#### Relacionats amb ingestió de substàncies
- Alcoholisme (i derivats)
- Síndrome d'abstinència
- Trastorns per ingestió d'amfetamina
- Trastorns del son (per cafeïna i altres excitants)
- Dependència del cànnabis, la cocaïna o els inhalats
- Psicosi induïda
- Trastorns en l'humor
- Atac d'ansietat
- Abús d'opiacis o sedants

#### Psicòtics i anímics
- Esquizofrènia
- Trastorn delirant
- Psicosi
- Distímia
- Depressió
- Trastorn bipolar
- Ciclotímia
- Trastorns de l'estat anímic
- Somatització
- Trastorn dissociatiu de la identitat

#### D'ansietat
- Trastorn d'ansietat generalitzada (ansietat)
- Atacs de pànic
- Fòbia
- Trastorn obsessiu-compulsiu
- Trastorn per estrès posttraumàtic

#### Sexuals i de gènere
- Anafrodísia
- Impotència (causada per problemes psíquics)
- Ejaculació precoç
- Dispaurènia
- Vaginisme
- Abús sexual
- Trastorn sexual
- Parafílies
- Trastorn de la identitat de gènere

#### Alimentaris i del son
- Anorèxia
- Bulímia
- Trastorns alimentaris
- Hipersòmnia
- Insomni
- Narcolèpsia
- Disòmnia
- Terrors nocturns

#### Altres
- Manies (incloent la cleptomania, la piromania…)
- Narcisisme
- Trastorn de la personalitat
- Trastorn paranoide
- Trastorns d'aculturació

## DSM-5 (2013)
La cinquena edició del Manual Diagnòstic i Estadístic dels Trastorns Mentals (DSM), el DSM-5, va ser aprovat pel Consell d'Administració de l'APA, l'1 de desembre de 2012. Publicat el 18 de maig de 2013, el DSM-5 conté àmplia revisió diagnòstics i, en alguns casos, amplia les definicions de diagnòstic mentre que la reducció de les definicions en els altres casos. El DSM-5 és la primera edició del manual important en vint anys.
Un canvi significatiu en la cinquena edició és l'eliminació dels subtipus d'esquizofrènia (paranoide, desorganitzada, catatònica, indiferenciada i residual).
La supressió dels subconjunts de trastorn de l'espectre autista (és a dir, la síndrome d'Asperger, autisme clàssic, síndrome de Rett, desintegrativo infantil Trastorn i trastorn generalitzat del desenvolupament no especificat) es va implementar també, amb especificadors pel que fa a la intensitat (lleu, moderada i greu). La gravetat es basa en les deficiències de comunicació social i els patrons repetitius i restringits de comportament, amb tres nivells: 1 (que requereix suport), 2 (que requereixen un suport substancial) i 3 (que requereixen un suport molt important).
Durant el procés de revisió, el lloc APA apareix periòdicament diverses seccions del DSM-5 per a la seva revisió i discussió.

### Trastorns DSM-5 (Índex)

#### Criteris de diagnòstic i codis
- Trastorns del neurodesenvolupament
- esquizofrènia i altres trastorns psicòtics
- Bipolar i trastorns relacionats
- Trastorns depressius
- Trastorns d'ansietat
- Obsessiu - compulsiu i trastorns relacionats
- Trauma i trastorns relacionats amb l'estrès
- Trastorns dissociatius
- Símptomes somàtics i trastorns relacionats
- Trastorns alimentaris
- Trastorns de l'eliminació
- Trastorns del son i la vigília
- Disfuncions sexuals
- Disfòria de gènere
- Control dels impulsos, trastorns de conducta i pertorbadors
- Relacionats amb substàncies i trastorns addictius
- Trastorns neurocognitius
- Problemes de la memòria
- Trastorns parafílics
- Altres trastorns mentals
- Trastorns del moviment induïts per fàrmacs i altres efectes adversos de la medicació
- Altres problemes que poden ser objecte d'atenció clínica

## Les futures revisions i actualitzacions (2013 i més enllà)
Començant per la cinquena edició, es pretén que les revisions de les directrius de diagnòstic seran afegides amb més freqüència. És notable que el DSM-5 s'identifica amb el nombre en l'àrab en comptes de nombres romans. Les actualitzacions incrementals seran identificats amb decimals (DSM-5.1, DSM-5.2, etc.). Una nova edició estarà representada per canvis de nombres enters (DSM-5, DSM-6, etc.). El canvi reflecteix la intenció de l'APA per respondre més ràpidament quan una preponderància de la investigació dona suport a un canvi específic en el manual. La base de la investigació dels trastorns mentals està evolucionant a diferents velocitats per a diferents trastorns. [44]

## DSM-IV-TR
DSM-IV-TR, el predecessor de l'edició més recent de DSM, el DSM-5

### Categorització
El DSM-IV és un sistema de classificació categòrica. Les categories són prototips, i es diu que un pacient amb una aproximació propera al prototip de tenir aquesta malaltia. Estats del DSM-IV, "no hi ha cap suposició de cada categoria de trastorn mental és una entitat completament discreta amb límits absoluts", però aïllat, de baix grau i noncriterion (no cotitzats per a un trastorn donat) els símptomes no se'ls dona importància. Qualificadors són de vegades es fa servir, per exemple, les formes lleus, moderades o greus d'un trastorn. Durant gairebé la meitat dels trastorns, símptomes han de ser suficients per causar "malestar o deteriorament clínicament significatiu en les àrees social, laboral o d'altres àrees importants del funcionament", tot i que el DSM-IV-TR va eliminar el criteri d'auxili dels trastorns per tics i diverses de les parafílies causa al seu egosintónicos natura. Cada categoria de trastorn té un codi numèric pres del sistema de codificació de la CIM, que es fa servir per al servei de salut (inclosa l'assegurança) amb fins administratius.

### Sistema multi-axial
Amb l'adveniment del DSM-5 el 2013, l'APA va eliminar el sistema multiaxial de llarga data per als trastorns mentals.
Anteriorment, el DSM-IV organitza cada diagnòstic psiquiàtric en cinc dimensions (eixos), relatius a diferents aspectes del trastorn o discapacitat:
- Eix I: Totes les categories de diagnòstic psicològics excepte el retard mental i trastorns de la personalitat
- Eix II: Trastorns de la personalitat i el retard mental
- Eix III: condició mèdica general; condicions mèdiques agudes i trastorns físics
- Eix IV: Factors psicosocials i ambientals que contribueixen al trastorn
- Eix V: Avaluació Global del Funcionament o Escala d'Avaluació Global dels nens per als nens i adolescents menors de 18 anys

Trastorns de l'Eix I comunes inclouen depressió, trastorns d'ansietat, trastorn bipolar, TDAH, trastorns de l'espectre autista, l'anorèxia nerviosa, la bulímia nerviosa i l'esquizofrènia .
Trastorns de l'Eix II comuns inclouen trastorns de la personalitat: trastorn paranoide de la personalitat, trastorn esquizoide de la personalitat, trastorn esquizotípic de la personalitat, trastorn límit de la personalitat, trastorn de personalitat antisocial, trastorn de personalitat narcisista, trastorn histriònic de la personalitat, trastorn de la personalitat per evitació, trastorn de personalitat dependent, obsessiu compulsiu, trastorn de la personalitat ; i discapacitat intel·lectual.
Trastorns comuns Eix III inclouen lesions cerebrals i altres trastorns mèdics / físics que poden agreujar malalties existents o símptomes presents similars a altres trastorns.

### Precaucions
Els estats del DSM-IV-TR, ja que és produïda per la finalització dels mandats legislatius federals, el seu ús per persones sense formació clínica poden conduir a una aplicació inadequada del seu contingut. L'ús apropiat dels criteris de diagnòstic es diu que requereixen una àmplia formació clínica, i el seu contingut "no pot simplement ser aplicat d'una manera llibre de cuina". [48] L'APA assenyala etiquetes diagnòstiques són principalment per al seu ús com un "drecera convenient" entre els professionals. El DSM aconsella als laics han de consultar el DSM únicament per obtenir informació, no per fer diagnòstics, i la gent que pot tenir un trastorn mental ha de ser referit a l'orientació psicològica o tractament. A més, un diagnòstic o etiqueta compartida poden tenir diferents causes o requerir diferents tractaments; per aquesta raó el DSM no conté cap informació sobre el tractament o la causa. La gamma del DSM representa una àmplia gamma de qüestions o condicions psiquiàtriques i psicològiques, i no és exclusiu del que pot considerar-se "malalties".

### Sourcebooks
El DSM-IV no va citar específicament les seves fonts, però hi ha quatre volums de "llibres de referència" destinats per a ser una guia de l'APA del procés d'elaboració de la guia i les proves, incloent revisions de la literatura, anàlisi de dades i proves de camp. Els Sourcebooks s'han dit per proporcionar pistes importants sobre el caràcter i la qualitat de les decisions que van portar a la producció de DSM-IV i, per tant, la credibilitat científica de la classificació psiquiàtrica contemporània.

## La crítica

### Preocupacions de fiabilitat i validesa
Les revisions del DSM des de la 3a edició cap endavant han estat refereix principalment a la fiabilitat de diagnòstic, el grau en què els diferents diagnòstics coincideixen en un diagnòstic. Es va argumentar [ qui? ] Que una ciència de la psiquiatria només pot avançar si el diagnòstic és fiable. Si els metges i investigadors amb freqüència no estan d'acord sobre un diagnòstic d'un pacient, llavors la investigació sobre les causes i els tractaments eficaços d'aquests trastorns no poden avançar.Per tant, la fiabilitat diagnòstica va ser una de les principals preocupacions del DSM-III. Quan el problema de fiabilitat diagnòstica va ser pensat per a ser resolt, edicions posteriors del DSM es refereixen principalment a "ajustar" els criteris de diagnòstic. Per desgràcia, no es va resoldre el problema de la fiabilitat i validesa. No obstant això, la majoria psiquiàtrica educació post-DSM-III es va centrar en qüestions de tractament, especialment amb el tractament i droga menys sobre les preocupacions de diagnòstic. De fet, Thomas R. Insel, MD, director de l'NIMH, va declarar el 2013 que l'agència de projectes d'investigació ja no de fons que es basen exclusivament en criteris DSM causa de la seva falta de validesa. Els assajos de camp del DSM-5 portat al debat de fiabilitat de nou en el centre d'atenció, ja que alguns trastorns van mostrar escassa fiabilitat. Per exemple, trastorn depressiu major, una malaltia mental comuna, tenia una escassa fiabilitat kappa estadística de 0,28, el que indica que els metges sovint no van estar d'acord en aquest diagnòstic en els mateixos pacients. El diagnòstic més fiable era trastorn neurocognitiu important amb un kappa de 0,78.

### Símptomes superficials
Per disseny, el DSM es refereix principalment als signes i símptomes dels trastorns mentals, en comptes de les causes subjacents. Es pretén reunir-los segons patrons estadístics o clínics. Com a tal, ha estat comparada amb la guia de camp d'un naturalista d'au, amb els seus avantatges i desavantatges similars. La manca d'una causal o base de motius, però, no és específic del DSM, sinó que més aviat reflecteix una manca general de fisiopatològic comprensió dels trastorns psiquiàtrics. Com DSM-III principal arquitecte Robert Spitzer i el DSM-IV editor Michael exposats per primera vegada el 2005, "s'han fet pocs progressos en la comprensió de les fisiopatològics processos i etiologia dels trastorns mentals. En tot cas, la investigació ha demostrat que la situació és encara més complexa del que inicialment imaginat, i no creiem que es té prou informació per estructurar la classificació dels trastorns psiquiàtrics segons l'etiologia ".
L'enfocament del DSM en els símptomes superficials s'afirma que és en gran part resultat de la necessitat (suposant que aquest manual es produeix, però), ja que no hi ha un acord sobre un sistema de classificació més explicatiu. Els crítics assenyalen, però, que aquest enfocament és soscavar la investigació, incloent la genètica, perquè dona lloc a l'agrupació d'individus que tenen molt poc en comú, excepte criteris superficials com per DSM o ICD diagnòstic.
Tot i la falta de consens sobre la relació causal subjacent, els defensors d'específics psicopatològics paradigmes han criticat, però, l'esquema actual de diagnòstic per no incorporar models o conclusions basades en l'evidència d'altres àrees de la ciència. Un exemple recent és psicòlegs evolutius les crítiques que el DSM no diferencia entre autèntics disfuncions cognitives i les induïdes per psicològics adaptacions, una distinció clau dins de la psicologia evolutiva, però un que és àmpliament qüestionada dins de la psicologia general. Un altre exemple és el fort operacionalista punt de vista, que sosté que la dependència de les definicions operacionals, com pretès pel DSM, requereix que els conceptes intuïtius com la depressió ser substituïts per conceptes específics mesurables abans que siguin científicament significatiu. Un estats crítics dels psicòlegs que "En lloc de substituir els termes" metafísic ", com" desig "i" propòsit ", el van utilitzar per legitimar donant-los definicions operatives ... la inicial, les idees operacionalista bastant radicals eventualment van arribar a servir de poc més que una "tranquil·litat fetitxe" (Koch, 1992) per a la pràctica metodològica corrent principal ".
Una revisió de 2013 publicat en els Arxius de Psiquiatria europeus i Neurociència Clínica estats "que la psiquiatria es dirigeix als fenòmens de la consciència, que, a diferència somàtiques símptomes i signes, no pot ser captat en l'analogia amb els objectes materials cosa semblant." Com un exemple del problema de la caracterització superficial dels signes i símptomes psiquiàtrics, els autors van donar l'exemple d'un pacient dient que "se sent deprimida, trista, o cap avall", el que demostra que aquesta declaració podria indicar diverses experiències subjacents: "no només estat d'ànim deprimit, sinó també, per exemple, la irritació, la ira, la pèrdua de sentit, varietats de la fatiga, l'ambivalència, reflexions de diferents tipus, hiper-reflexivitat, la pressió pensat, psicològica ansietat, varietats de despersonalització, i fins i tot les veus amb contingut negatiu, i per successivament ". L'entrevista estructurada ve amb "perill d'un excés de confiança en el valor nominal de les respostes, com si un simple" sí "o" no "realment confirmat ni negat el criteri de diagnòstic en qüestió." Els autors van donar un exemple: Un pacient que estava sent administrada la Entrevista Clínica Estructurada per als Trastorns DSM-IV Axis I negat la inserció del pensament, però durant una "conversa, fenomenològic entrevista", una entrevista semi adaptada al pacient, el mateix pacient admès a experimentar la inserció del pensament, juntament amb una elaboració delirant. Els autors van suggerir 2 raons d'aquesta discrepància: o bé el pacient no es "reconeixen la seva pròpia experiència en el lloc rom, de manera implícita, ja sigui / o formulació de la pregunta estructurada-entrevista", o l'experiència no "articular plenament" fins que el pacient començat a parlar de les seves experiències.

### Línies divisòries
Tot i advertències en la introducció a la DSM, des de fa temps s'ha argumentat que el seu sistema de classificació fa distincions categòriques injustificades entre els trastorns i utilitza punts de tall arbitraris entre el normal i l'anormal. Una revisió psiquiàtrica 2009 va assenyalar que intenta demostrar els límits naturals entre DSM relacionats síndromes, o entre una síndrome i la normalitat comuna DSM, han fracassat. Alguns argumenten que en lloc d'un enfocament categòric, una totalment tridimensional, espectre o un enfocament orientat queixa- reflecteixi millor les proves.
A més, s'argumenta que l'enfocament actual sobre la base que supera un llindar de símptomes no té degudament en compte el context en el qual una persona està vivint, i en quina mesura existeix desordre intern d'un individu enfront d'una resposta psicològica a les situacions adverses. el DSM inclou una etapa ("Eix IV") per a delinear "factors psicosocials i ambientals que contribueixen a la malaltia" una vegada que algú és diagnosticat amb aquesta malaltia en particular.
A causa que el grau de deteriorament d'un individu sovint no es correlaciona amb els recomptes de símptomes i pot ser degut a diversos factors individuals i socials, nivell de dificultat o incapacitat del DSM sovint pot produir falsos positius. D'altra banda, les persones que no compleixen amb els símptomes però, els recomptes poden experimentar angoixa comparable o discapacitat en la seva vida.

### Prejudicis culturals
Alguns psiquiatres sostenen que les normes de diagnòstic actuals es basen en una interpretació exagerada de les troballes neurofisiològics i així subestimen la importància científica de les variables socio-psicològiques. La promoció d'un enfocament culturalment més sensibles a la psicologia, els crítics com ara Carl Campana i Marcello Maviglia sostenen que la diversitat cultural i ètnica dels individus sovint es descompta pels investigadors i proveïdors de serveis. A més, les directrius actuals de diagnòstic han estat criticats per tenir un punt de vista fonamentalment euro-americana. Tot i que aquestes directrius s'han aplicat de forma generalitzada, els opositors argumenten que fins i tot quan un conjunt criteri diagnòstic és acceptada a través de diferents cultures, no necessàriament indica que els constructes subjacents tenen alguna validesa dins d'aquestes cultures; Fins i tot aplicació fiable només pot demostrar la seva coherència, no legitimitat. transcultural psiquiatre Arthur Kleinman sosté que el biaix occidental s'il·lustra irònicament en la introducció dels factors culturals en el DSM-IV: el fet que els trastorns o conceptes de no occidental o cultius no convencionals es descriuen com "subjecte a la cultura", mentre que els diagnòstics psiquiàtrics estàndard es donen sense qualificació cultural, en absolut, és Kleinman reveladora d'un suposat subjacent que els fenòmens culturals occidentals són universals. La visió negativa de Kleinman cap a la cultura- síndrome de cota és àmpliament compartida per altres crítics entre les cultures, les respostes comuns inclouen tant la decepció pel gran nombre de trastorns mentals no occidentals documentats que encara queden fora, i la frustració que fins i tot els que va incloure sovint van ser mal interpretades o falsificat. Molts psiquiatres convencionals també s'han satisfet amb aquests nous diagnòstics lligats a la cultura, encara que no per les mateixes raons. Robert Spitzer, un arquitecte principal del DSM-III, ha tingut l'opinió que l'addició de formulacions culturals va ser un intent d'aplacar als crítics culturals, i que no tenen la motivació científica o de suport. Spitzer també postula que els nous diagnòstics lligats a la cultura poques vegades s'utilitzen en la pràctica, mantenint que els diagnòstics estàndard s'apliquen independentment de la cultura en qüestió. En general, l'opinió psiquiàtrica general segueix sent que si una categoria diagnòstica és vàlida, factors interculturals són irrellevants o només són significatius per a presentacions de símptomes específics. Un dels resultats va ser el desenvolupament de la Azibo Nasología per Daudi Ajani Ja Azibo com una alternativa a la DSM per al tractament dels pacients afroamericans i africans.

### Medicalització i conflictes d'interessos financers
També s'ha al·legat que la forma en què les categories del DSM estan estructurats, així com l'ampliació substancial del nombre de categories, són representatius d'una creixent medicalització de la naturalesa humana, el que pot atribuir-se al tràfic de malaltia per psiquiatres i les companyies farmacèutiques, el poder i la influència d'aquest últim havent augmentat dramàticament en les últimes dècades. Dels autors que van seleccionar i van definir els trastorns psiquiàtrics del DSM-IV, més o menys la meitat han tingut relacions financeres amb la indústria farmacèutica alhora, augmentant la possibilitat d'un directe conflicte d'interessos. En el mateix article conclou que les connexions entre els membres del panell i les companyies farmacèutiques van ser particularment forts en aquests diagnòstics on les drogues són la primera línia de tractament, com ara l'esquizofrènia i els trastorns de l'estat d'ànim, on el 100% dels membres del panell tenien vincles financers amb la indústria farmacèutica. El 2005, el llavors president de l'APA Steven Sharfstein va donar a conèixer un comunicat en què va reconèixer que els psiquiatres havien "permès que el model biopsicosocial per convertir-se en el model bio-bio-bio".
No obstant això, tot i que el nombre de diagnòstics identificats s'ha incrementat en més d'un 300% (de 106 en el DSM-I a 365 en el DSM-IV-TR), els psiquiatres com Zimmerman i Spitzer argumenten que representa gairebé completament una major especificació de les formes de patologia, permetent d'aquesta manera una millor agrupació dels pacients més similars. No obstant això, William Glasser es refereix al DSM com a "categories de diagnòstic falses", argumentant que "va ser desenvolupat per ajudar els psiquiatres - per ajudar-los a guanyar diners". A més, la publicació del DSM, amb drets d'autor fortament vigilats, té en si van guanyar més de $ 100 milions per l'APA.

### Els clients i els supervivents
Un client és una persona que té accés als serveis psiquiàtrics i pot haver estat donat un diagnòstic del DSM, mentre que un supervivent s'identifica a si mateix com una persona que ha patit una intervenció psiquiàtrica i el sistema de salut mental (que pot haver implicat l'ingrés involuntari i el tractament involuntari). Alguns individus [ qui? ] són alleujats al trobar que tenen una condició reconeguda que puguin aplicar un nom al que ha portat a moltes persones auto-diagnòstic. No obstant això, altres qüestionen l'exactitud del diagnòstic, o senten que se'ls ha donat una " etiqueta " que convida estigma social i la discriminació (els termes " mentalisme " i "sanism" s'han utilitzat per descriure aquest tracte discriminatori).
Els diagnòstics poden arribar a ser internalitzat i afectar d'un individu auto-identitat, i alguns psicoterapeutes han trobat que el procés de curació pot ser inhibida i els símptomes poden empitjorar com a resultat. Alguns membres del moviment dels supervivents psiquiàtric (en termes més amplis que el consumidor / supervivent / moviment expacient) [ qui? ] campanya activa contra els seus diagnòstics, o les implicacions assumides i / o contra el sistema DSM en general. A més, s'ha observat que el DSM sovint fa servir les definicions i la terminologia que no es corresponguin amb un model de recuperació, i aquests continguts pot implicar erròniament l'excés de la psicopatologia (per exemple, múltiples " comòrbides diagnòstics") o cronicitat.